# Escudo de la Colonia del Cabo
El gobierno de la Colonia del Cabo se adoptó en 1872, y con ella surgió el sentimiento de que la colonia debe tener su propio escudo de armas.
Un abogado de Ciudad del Cabo interesado en la heráldica, Charles Fairbridge Aken (1824-1893), estuvo de acuerdo con la tarea de diseñar las armas de la Colonia.
El simbolismo de las armas es obvio: el león es un animal de Sudáfrica, que también aparece en los escudos de las dos potencias coloniales que gobernaron en el Cabo: Holanda y Gran Bretaña. Los anillos proceden de las armas del fundador de la colonia - Jan van Riebeeck. La flor de lis representa la contribución de los Hugonotes en la historia temprana del país. Timbra las armas la Señora de Buena Esperanza, sosteniendo un ancla, una referencia al Cabo como un refugio seguro. Los elementos del escudo están sujetados por dos soportes: un ñu a la derecha y un oryx a la izquierda. El lema, "Spes Bona", significa "Buena Esperanza".